# Валице (Горњи Вакуф-Ускопље)
Валице је насељено место у Босни и Херцеговини у општини Горњи Вакуф-Ускопље. Административно припада Федерацији Босне и Херцеговине, односно њеном Средњобосанском кантону. Према попису становништва из 2013. у насељу је било 86 становника, а већинско становништво у насељу били су Бошњаци.

## Становништво
По последњем службеном попису становништва из 2013. године у насељу Валице живело је 86 становника, а село је било етнички хомогено са већинском бошњачком популацијом.
| Националност | 2013. | 1991.       | 1981.        | 1971.        |
| Бошњаци      | —     | 97 (100,0%) | 148 (100,0%) | 173 (93,51%) |
| Хрвати       | —     | 0           | 0            | 8 (4,32%)    |
| Срби         | —     | 0           | 0            | 1 (0,54%)    |
| остали       | —     | 0           | 0            | 3 (1,62%)    |
| Укупно       | 86    | 97          | 148          | 185          |